# Hemiscylliidae
Famille
Synonymes
Hemiscyllidae
Les Hemiscyllidés ou requins-chabots constituent une famille de requins orectolobiformes.

## Description

### Parthénogenèse
Le 10 février 2016, la presse britannique a rapporté qu'un requin bambou du Sea Life Centre de Great Yarmouth était enceinte de deux œufs fécondés. On sait que le requin n'avait pas été en contact avec d'autres requins bambous depuis 2013. Bien que la parthénogenèse soit observée chez un petit nombre d'espèces, il s'agit d'une occurrence très rare chez cette espèce.

## Liste sous-taxons
Selon World Register of Marine Species (6 janvier 2014) :
- genre Chiloscyllium J. P. Müller & Henle, 1837
  - Chiloscyllium arabicum Gubanov, 1980
  - Chiloscyllium burmensis Dingerkus & DeFino, 1983
  - Chiloscyllium caerulopunctatum Pellegrin, 1914
  - Chiloscyllium griseum J. P. Müller & Henle, 1838
  - Chiloscyllium hasseltii Bleeker, 1852
  - Chiloscyllium indicum J. F. Gmelin, 1789
  - Chiloscyllium plagiosum Anonyme et Bennett, 1830
  - Chiloscyllium punctatum J. P. Müller & Henle, 1838
- genre Hemiscyllium J. P. Müller & Henle, 1837
  - Hemiscyllium freycineti Quoy & Gaimard, 1824
  - Hemiscyllium galei G. R. Allen & Erdmann, 2008
  - Hemiscyllium hallstromi Whitley, 1967
  - Hemiscyllium halmahera G. R. Allen, Erdmann & Dudgeon, 2013
  - Hemiscyllium henryi G. R. Allen & Erdmann, 2008
  - Hemiscyllium michaeli G. R. Allen & Dudgeon, 2010
  - Hemiscyllium ocellatum Bonnaterre, 1788
  - Hemiscyllium strahani Whitley, 1967
  - Hemiscyllium trispeculare J. Richardson, 1843

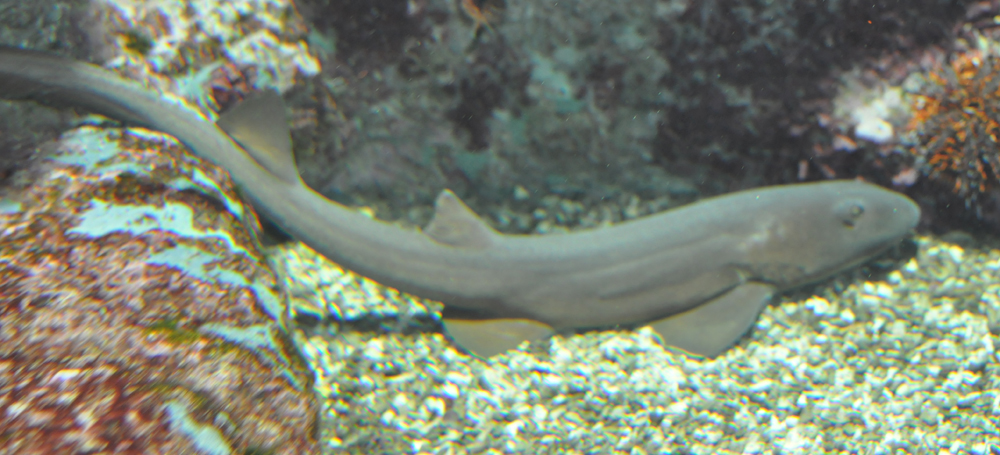
Chiloscyllium griseum
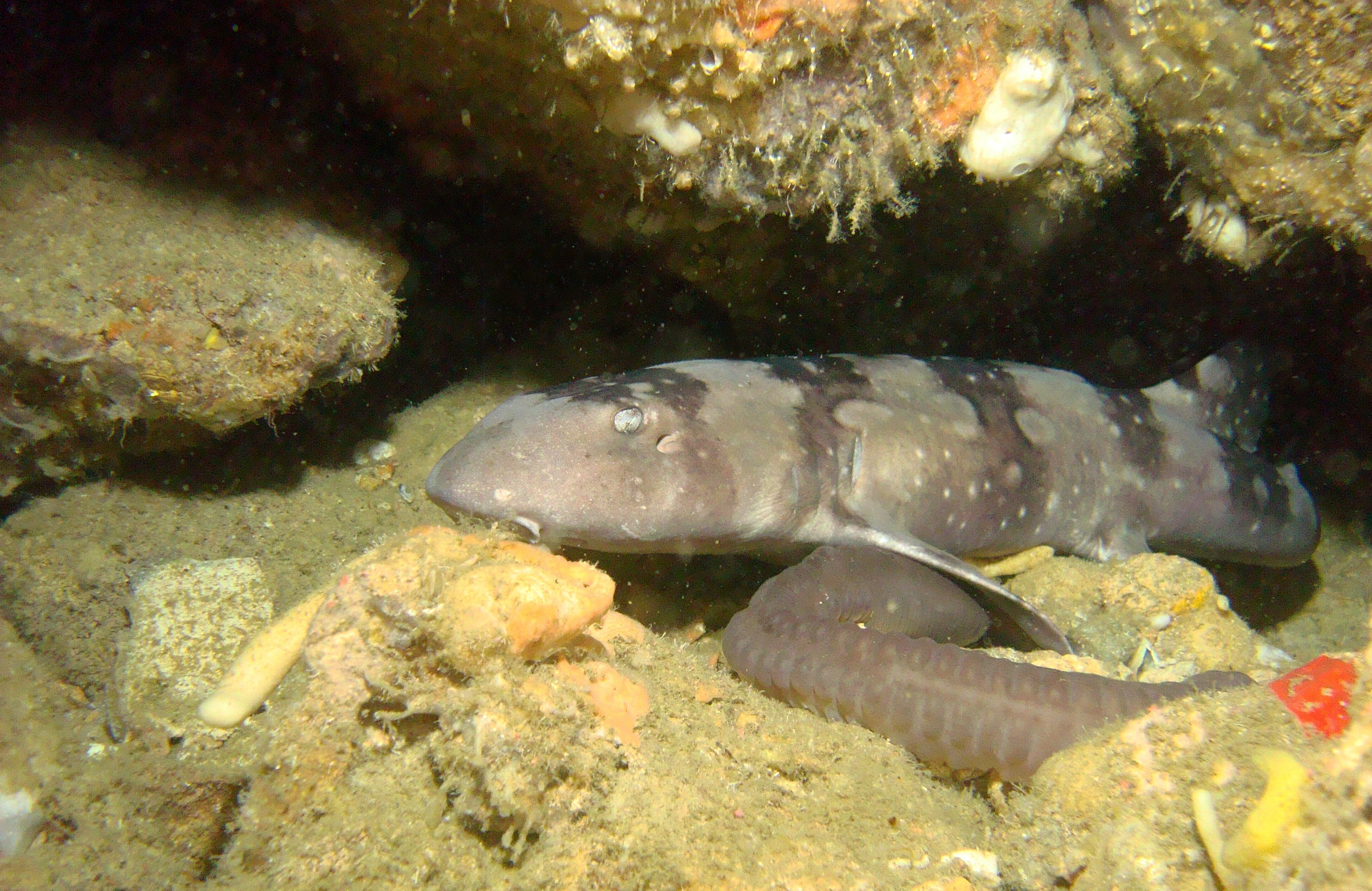
Chiloscyllium plagiosum
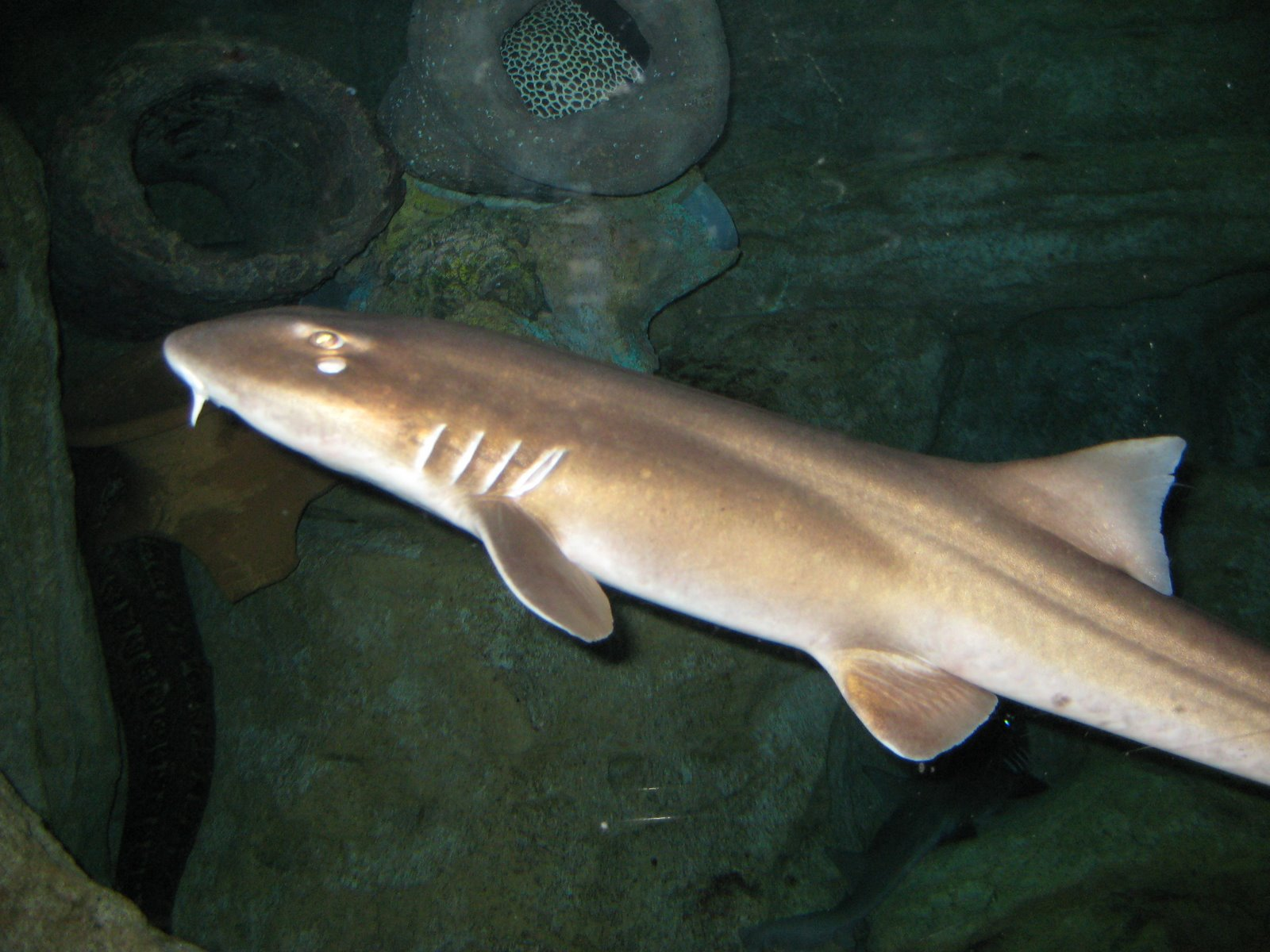
Chiloscyllium punctatum
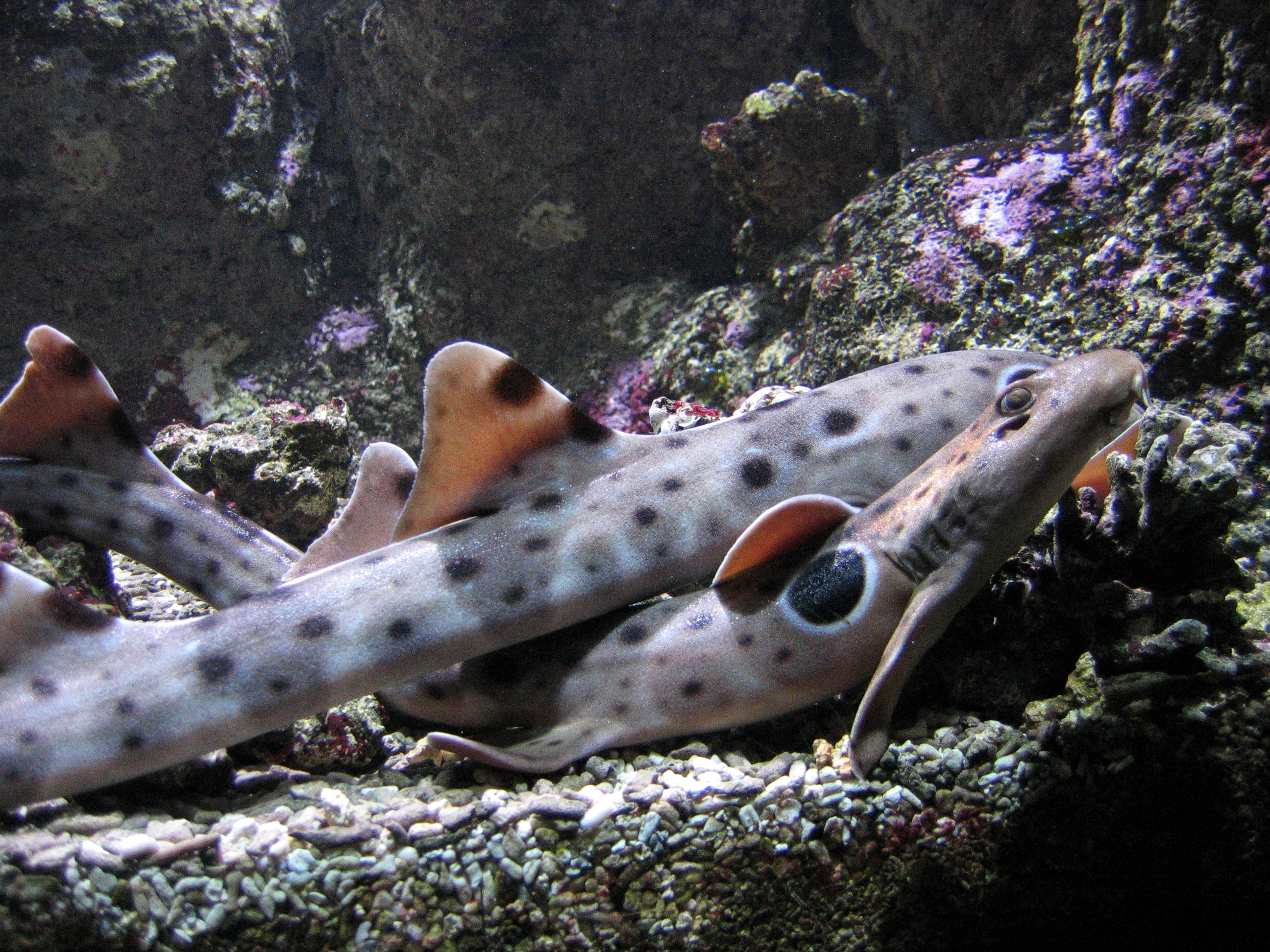
Hemiscyllium ocellatum
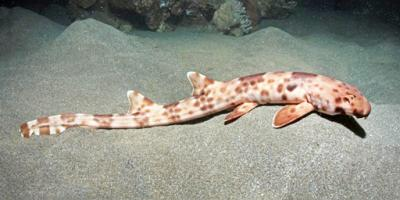
Hemiscyllium halmahera